# Rockland All Saints
Rockland All Saints är en by i civil parish Rocklands, i distriktet Breckland, i grevskapet Norfolk i England. Byn är belägen 6 km från Attleborough. Rockland All Saints var en civil parish fram till 1885 när blev den en del av Rockland All Saints and St. Andrews. Civil parish hade 324 invånare år 1881. Byn nämndes i Domedagsboken (Domesday Book) år 1086, och kallades då Rokelun(d)lunt.